# Forgách Imre
Ghymesi és gácsi gróf Forgách Imre (16. század) író, trencséni főispán, törvényszéki bíra, aranysarkantyús vitéz.

## Élete
Apja ghymesi és gácsi gróf Forgách Zsigmond (?-1563) kincstárnok, anyja Zólyomi Katalin. Forgách Simon dunántúli főkapitány, főpohárnok és Forgách Ferenc váradi püspök, történetíró testvére. Apai nagyapja Gergely nyitrai főispán, apai nagyanyja Dobó Zsófia.
1566-ban Trencsén megye főispánja. 1574-ben az eperjesi, 1582-ben a nagyszombati törvényszék birájául neveztetett ki. 1583-ban a Gergely-naptár befogadása ellen irt leveleket, többek közt a Trencsén megyei protestánsokhoz is (Századok 1869. 22-23. lap), honnan e valláshoz való ragaszkodása következtethető. Első nejével, Perényi Erzsébettel 1569. január 9-én lépett házasságra; második neje, Zrinyi Katalin, a szigetvári hős leánya, Thurzó Ferenc özvegye, kivel 1576. június 27-én kelt össze, 1585. április 26-án Nagybiccsén meghalván, ugyanazon év szeptember 26-án harmadszor nősült Szidónia Katalin özvegy tescheni hercegnővel, kivel tartandó lakodalmára koronás fejedelmeket is meghívott. (A válasz-levelek nyomtatva is megjelentek ily címmel: Exempla Literarum magnorum virorum, nuptias Emerici Forgách tractantium). Gyermekei (három fia s öt leánya) utód nélkül haltak el.

## Művei
- De Szigetho Hungariae propugnaculo a Turco anno Christi 1566. obsesso et expugnato opusculum, consecratum virtuti et immortalitati….. Nicolai Com. a Zrinyi… ab Emerico Forgáts collectum cum effigie Zrinii. Witebergae, 1587. (Forgách F. gróf Commentáraiból, többeknek Zrinyit dicsőitő költeményeivel és Szigeth leirásával.)
- Invitatoriae pro nuptiis Annae Thurzó, Georgio Perény desponsatae, Bicsae A. 1580. c. általa aláirt meghivója, 19. századból való másolatban.

Följegyzései: Liberorum d. Emerici Forgács dierum natalium series. (Történelmi Tár 1890. 795–797. l.)